# Matlock (Derbyshire)
Matlock ist eine Stadt in der Grafschaft Derbyshire in England. Sie liegt im Tal des Flusses Derwent an der südöstlichen Grenze des Peak-District-Nationalparks, ca. 35 km nördlich von Derby. Die Stadt ist Verwaltungssitz sowohl der Grafschaft als auch des Distrikts Derbyshire Dales.

## Geschichte
1698 wurden in Matlock Thermalquellen entdeckt. Zu dieser Zeit handelte es sich jedoch nur um eine unbedeutende Ansammlung kleinerer Orte (Matlock Town, Matlock Green, Matlock Bridge und Matlock Bank). Der Bau einer Spinnerei durch Richard Arkwright im nahegelegenen Cromford führte zu einem ersten Bevölkerungsanstieg in Matlock. Eine rasante Steigerung der Einwohnerzahl erfuhr der Ort jedoch erst, als John Smedley (* 1803) in der Mitte des 19. Jahrhunderts Anlagen zur Hydrotherapie in Matlock errichtete. Die Stadt wurde zu einem der beliebtesten Kurorte für Wasserbehandlungen. In der Folgezeit stieg die Bevölkerungszahl schnell, vor allem wegen der zahlreichen Bäder, die errichtet wurden. 1851 hatte der Ort 9437 Einwohner, 1911 waren es 15.894.
1893 wurde nach dem Vorbild der Cable cars in San Francisco eine Kabelstraßenbahn errichtet; die Trasse war zur Zeit des Baus die steilste der Welt und überwand ca. 100 Höhenmeter. Sie wurde 1927 geschlossen, nachdem Autos und Busse den Personentransport übernommen hatten.
Der deutsche Schriftsteller und Großbritannienreisende Karl Philipp Moritz (1756–1793) beschrieb Matlock wie folgt:

“Travelling from Matlock Bath and via the Matlock Bridge you arrive in the small town of Matlock proper, a place hardly worth being called a village, as it is made up of very few, shoddy houses”

„Von Matlockbade kömmt man über die Matlockbrücke, erst nach dem Städtchen Matlock selbst, das eigentlich kaum ein Dorf heißen könnte, weil es aus äusserst wenigen schlechten Häusern besteht.“

Impressionen
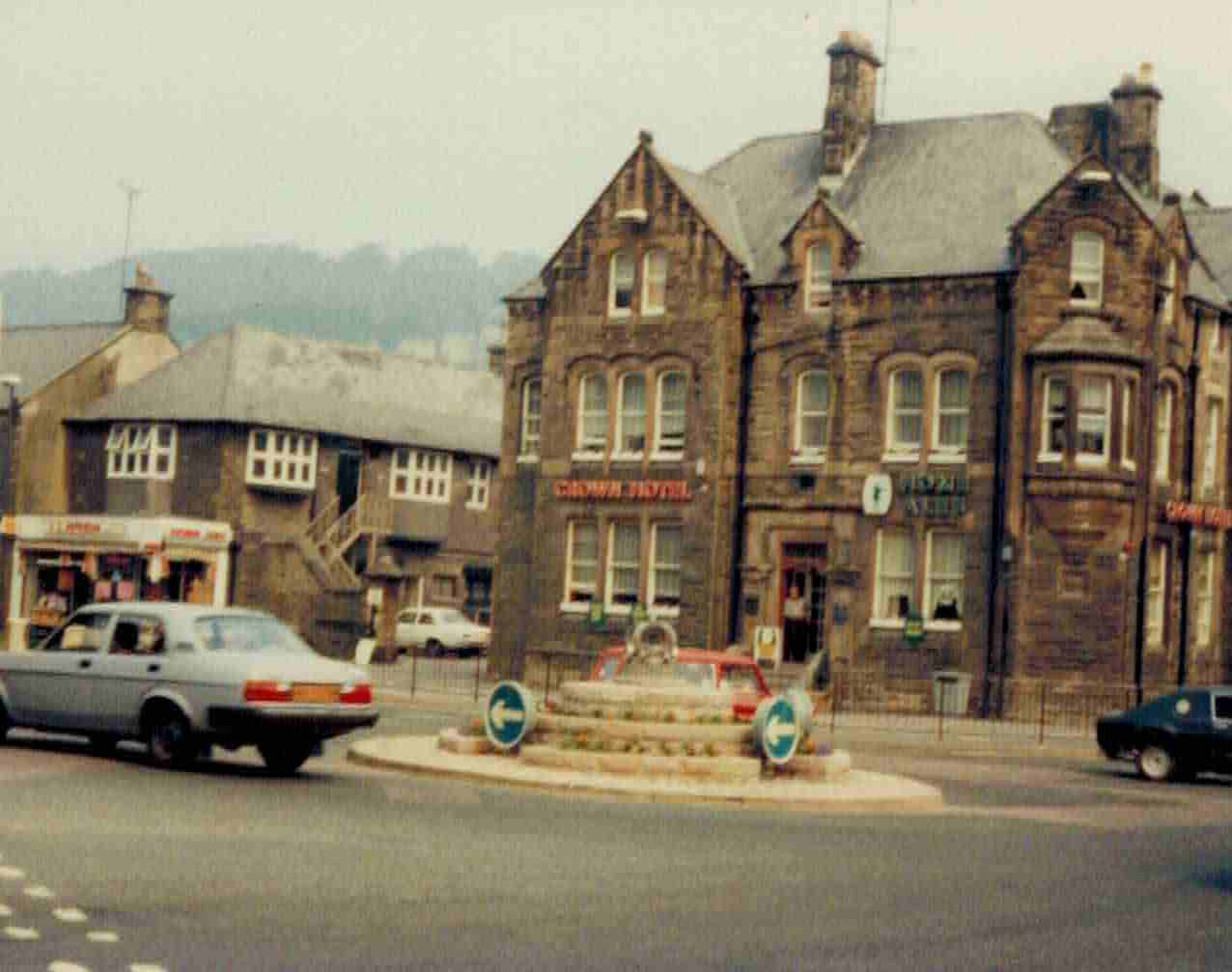
Crown Hotel in Matlock, links der „Ballroom“ (1980)
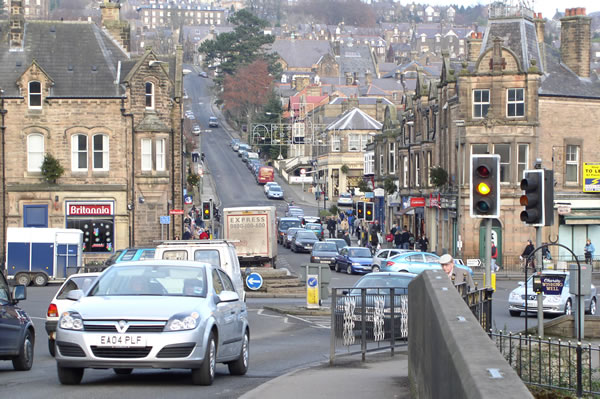
Crown Square Kreisel in Matlock (2005)
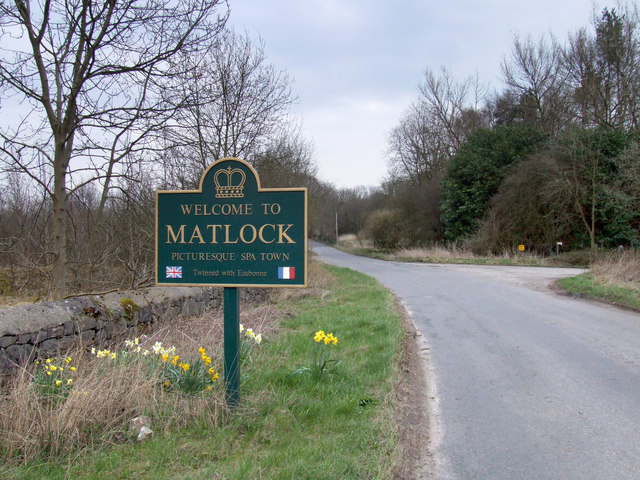
Matlock Ortseingangsschild (2006)
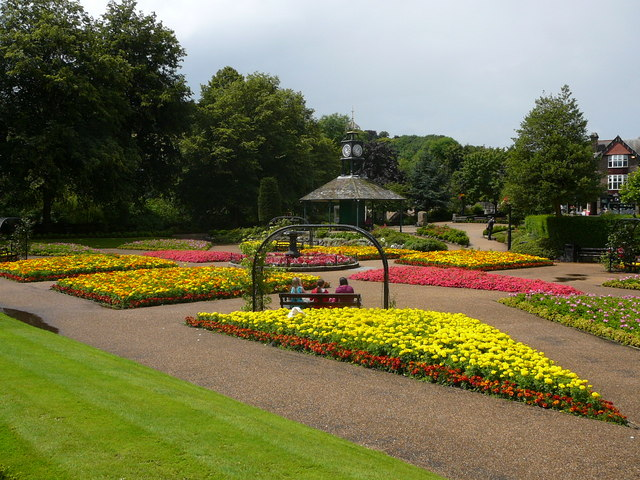
Blumen Garten (2009)

## Sehenswürdigkeiten
- Riber Castle, der Wohnsitz von John Smedley, liegt oberhalb der Stadt und wird seit 2006 renoviert.
- Hall Leys Park, ein großer viktorianischer Park, der 1898 eröffnet wurde, liegt im Stadtzentrum und bietet zahlreiche Erholungsmöglichkeiten.
- High Tor, ein zwischen Matlock und Matlock Bath gelegener Hügel am Derwent, ca. 165 m hoch.

## Verkehr
Matlock wurde 1849 durch die Midland Railway mit London und Manchester verbunden. 1968 wurde der Streckenabschnitt zwischen Matlock und Buxton geschlossen. Zugverbindungen bestehen heute durch East Midland Railway nach Derby über die Derwent Valley Line. Eine 1991 eröffnete Museumseisenbahn, die Peak Rail, fährt auf dem geschlossenen Streckenabschnitt zwischen Matlock, Darley Dale und Rowsley. Matlock liegt an der A6, die von Luton nach Carlisle führt.

## Städtepartnerschaft
Matlock unterhält eine Städtepartnerschaft mit Eaubonne, Val-d’Oise, Frankreich.

## Persönlichkeiten
- George Newnes (1851–1910), Zeitungsverleger und Politiker
- Claude Loraine-Barrow (1870–1903), Automobilrennfahrer
- William Barlas (1888–1941), Diplomat
- Arthur Fryatt (1905–1968), Fußballspieler
- Phillip Whitehead (1937–2005), Politiker
- Gary Crewe (* 1946), Radrennfahrer